# Francisco Armero Peñaranda

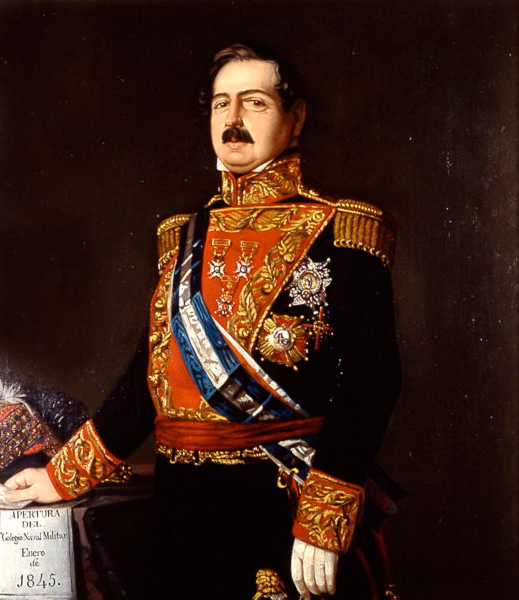
Francisco Armero Peñaranda

Francisco Armero y Peñaranda, Markgraf (Marqués) de Nervión (* 3. Mai 1804 in Fuentes de Andalucía, Provinz Sevilla; † 2. Juli 1866 in Sevilla) war ein spanischer Generalleutnant und Politiker. Er war mehrfacher Minister sowie 1857/58 Ministerpräsident (Presidente del Gobierno).

## Leben
Nach der Schulausbildung trat er 1820 als Seekadett in den Militärdienst (Guardia Marina) ein. 1828 erfolgte seine Beförderung zum Unterleutnant (Alférez). Als Fregattenkapitän nahm er später am Ersten Carlistenkrieg teil, wo er sich insbesondere während der Belagerung von Bilbao im Juni 1835 durch Tapferkeit auszeichnete.
Am 22. September 1837 wurde er erstmals zum Abgeordneten des Parlaments (Congreso de los Diputados) gewählt, wo er zunächst für eine Legislaturperiode die Interessen des Wahlkreises Sevilla vertrat. 1840 erfolgte dann seine Beförderung zum Brigadegeneral (Brigadier) sowie zum Kommandanten der Marinestreitkräfte in Katalonien.

### Minister
Armero wurde dann am 20. Juli 1840 als Minister für Marine, Handel und Kolonien (Ministro de Marina, Comercio y Gobernación de Ultramar) in das Kabinett von Antonio González González berufen. Dieses Amt behielt er auch in den daran anschließenden Kabinetten von Valentín Ferraz und Modesto Cortázar bis zum 11. September 1840.
Im August 1843 erfolgte seine Ernennung zum Befehlshaber der Marinestreitkräfte in Cartagena. Bei den Wahlen vom 15. September 1843 wurde er dann erneut als Vertreter des Wahlkreises Sevilla zum Abgeordneten des Parlaments gewählt, dem er diesmal bis zum 6. Dezember 1846 angehörte. Am 22. Februar 1844 wurde er durch Ministerpräsident Luis González Bravo zum Generalleutnant (Teniente General) der Streitkräfte befördert.
Am 3. Mai 1844 wurde er dann erneut zum Minister für Marine, Handel und Kolonien ernannt und gehörte in diesem Amt dem Kabinett von Ramón María Narváez bis zum 12. Februar 1846 an. Während dieser Zeit fand im September 1844 auch die Gründung der Marinemilitärschule (Colegio Naval Militar) statt. Die Leitung des Marine-, Handels- und Kolonialministerium übernahm er dann erneut vom 5. April 1846 bis zum 28. Januar 1847 im Kabinett von Francesco Xavier de Isturiz. Während dieser Zeit war er im April 1846 auch für kurze Zeit amtierender Kriegsminister (Ministro de Guerra).
Für seine politischen Verdienste wurde er am 15. August 1845 zum Senator auf Lebenszeit (Senador Vitalicio) ernannt. 1847 erfolgte dann seine Ernennung zum Generalkapitän (Capitán General) von Madrid. 1849 wurde er dann zum Standortkommandanten von Havanna ernannt.
Am 2. Juni 1851 wurde er dann zum Marineminister in das Kabinett von Juan Bravo Murillo und war als solcher bis zum 3. Mai 1852 im Amt.

### Ministerpräsident und letzte Lebensjahre
Schließlich wurde Armero am 15. Oktober 1857 selbst zum Ministerpräsidenten Spaniens (Presidente del Gobierno) ernannt. In seinem bis zum 14. Januar 1858 amtierenden Kabinett übernahm er auch das Amt des Kriegsministers sowie zeitweise im Oktober 1857 auch das Amt des amtierenden Innenministers (Ministro de Gobernación). Das neue Kabinett begann mit liberalen Maßregeln, beendete willkürliche Verhaftungen und Verbannungen und handhabte das restriktive Pressegesetz mit weniger Strenge. Es trat am 10. Januar 1858 mit einem durchaus im liberalen Sinn verfassten Programm vor die Cortes. Aber schon die Wahl des Präsidenten des Parlaments, die gegen den Kandidaten der Regierung auf Juan Bravo Murillo fiel, veranlasste zusammen mit manchen ungünstigen Einflüssen des Hofs der Königin Isabella II. den Rücktritt von Armero und seinem Kabinett. Nachfolger als Ministerpräsident wurde Francesco Xavier de Isturiz. 1858 wurde er von Ministerpräsident Leopoldo O’Donnell zum Generaldirektor der Kriegsmarine (Armada) ernannt.
Wegen seiner politischen Verdienste wurde er am 22. Februar 1862 auch als Markgraf (Marqués) de Nervión in den Adelsstand erhoben. Zuletzt wurde er am 16. September 1864 erneut zum Marineminister ernannt und gehörte in diesem Amt der sechsten Regierung Narváez bis zum 21. Juni 1865 an. Im Anschluss daran wurde er als Generalkapitän Oberbefehlshaber der Kriegsmarine.